# Філарет (Філаретов)
Єпископ Філарет (в миру Михаїл Прокопович Філаретов; 1824, Боршова Воронезької губернії — 23 лютого 1882, Рига) — єпископ Відомства православного сповідання Російської імперії, єпископ Ризький і Мітавський. Ректор Київської духовної семінарії та духовної академії.

## Біографія
Навчався в Київській духовній академії, 1859 року — ректор Київської семінарії і настоятель Пустинно-Миколаївського монастиря, 1860—77 — ректор Київської духовної академії й настоятель Києво-Братського монастиря; 1874—77 єпископ уманський і другий вікарій Київської єпархії, згодом Ризький. 
Редактор духовних видань: «Руководство для сельских пастырей» (з 1859 при Київській семінарії), «Труды Киевской духовной академии».